# 蓮座山觀音寺
24°52′20″N 121°16′51″E / 24.872159°N 121.280774°E
蓮座山觀音寺，是位於臺灣桃園市大溪區康安里的觀音寺，建築為直轄市定古蹟。

## 觀光

說明牌寫是鍾尚儀等在嘉慶三年所建，另說則是嘉慶六年鍾房緒所建。1985年8月19日公告為三級古蹟，後改制為縣定古蹟，現為直轄市定古蹟。

從大溪武嶺橋上往大漢溪南望，可見到東岸溪濱有一座獨立山頭，被喚作「蓮座山」、或「一品名山」。山上的蓮座山觀音寺寺名又稱為「大溪觀音亭」，一說建於嘉慶三年（1798年），一說為嘉慶六年（1801年）。清治時期，該地康安里為大溪山城的外圍村落，由清軍、義勇兵架設柵欄戌守，稱為「內柵」，負責監控復興與大溪之間的交通瓶頸，以防原住民或盜匪來犯，保護木材、樟腦油的運輸，並以該寺為信仰中心。
山門早年只有兩石柱，後來架上拱型鐵架，再經過善男信女募捐，改建以鋼筋水泥。1956年為吸引觀光人潮興建仿古式牌坊，並邀請于右任題「蓮座山門」四字，豎立在勝利路與康莊路口。在門上有兩枝對稱荷葉桿，並以兩片荷葉作彎曲狀，烘托正中央的一朵盛開蓮花，讓人一望即知到蓮座山。廟址為瑞安路二段48巷28號。

步道

通往山上的步道被稱為「百步雲梯」，有一百四十七階。早年步道約一公尺寬、由石塊一級一級砌上，但因寬度嫌窄，1971年廟方將步道拓寬，並以堅固的鋼筋水泥取代。旁邊設有運煤車道標準設備的索道，以方便運送物品。至山頂，可北眺中正公園、南望石門水庫。若下望大漢溪流，可見對岸的員樹林屋宇毗連。
廟身受地形限制並未作縱向規畫，道光十五年（1835年）、明治三十七年（1904年）、大正十四年（1926年）、昭和九年（1934年），四度因廟宇老舊等因素由信眾募款整修，經多次擴建後，逐漸形成為一座五門單殿式，屋頂為三川脊，其中明治三十七年所興建的拜殿，於昭和九年時配合整修改為歇山重簷式拜亭。牆頭石刻有1925年刻的「萬年福地，一品名山」。大溪的漢文詩社崁津吟社為紀念大溪橋完工在1934年選出「大溪八景」，其中「蓮寺曉鐘」指的就是此寺。1989年報導，由曾獲薪傳獎、高齡九旬的陳專琳負責廟宇樑柱、木雕設計等修護工程。今日廟貌保持日治時期建築，為臺灣宗教百景之一。
一旁還有稱為「敬聖亭」的惜字亭，高約三公尺，約略可分三層，上頭主要為出風口，中間則是燒紙爐口，底下則是石塊堆積石基，由於年代久遠，文字掉落斑駁，只依稀看出「教澤治時雨」等文字。寺方在最上層的出風口處，做為魁星爺祭祀之處。
正殿中央供奉觀音，配祀十八羅漢、三官大帝。寺內有卅二方古匾，分別以寺名、菩薩形象或修證境界等為內容。桃竹苗客家人常從此寺恭迎觀音的香旗回家供奉，而於觀音聖誕再組團回寺裡謁祖。1838年信徒成立了類似管理委員會的組織「觀音會」，來管理寺產並凝聚宗教信仰。大溪同樣祭祀觀音的大溪龍山寺則為泉州晉江人所信仰。
過去寶山鄉五化、仙鎮與寶山、油田以及新城地區的客家人會挑著竹筍、柑桔等農產品，由寶山出發，過竹東的鷄油林，再北行到芎林的山豬湖，上鹿寮坑，再到關西沿牛欄河往龍潭，最後到古稱「大科崁」的大溪販售。由於路途長遠，北埔姜家姜紹祖就在芎林鹿寮坑山頂建一茶亭，並親手提字寫下「此來程途多險歷，箇中甘苦貴親嚐」的字跡。此古道須花一白晝時間才抵達大溪，挑夫為了趕次一日的早市，夜宿蓮座山觀音寺。日後，寶山人交待後輩，每年春節過後一定來此寺謝恩。

## 外部連結
- 官方网站
- 大溪蓮座山觀音寺-文化部文化資產局 （页面存档备份，存于）
- 大溪蓮座山觀音寺-桃園市政府文化局 （页面存档备份，存于）